# Christer Kjellqvist
Jan Erik Christer Kjellqvist, född 10 maj 1960, var en svensk bandyspelare under 1980-talet. Kjellqvist började sin karriär i Villa Lidköping BK där han spelade som ung och började så småningom i herrlaget i Villa. Kjellqvist huvudsakliga roll var mittfält. Säsongen 1980/81 debuterade han i det Svenska herrlandslaget i bandy. Där spelade Kjellqvist under sammanlagt 5 säsonger mellan åren 1980 och 1989. Med Kjellqvists hjälp lyckades herrlandslaget i Bandy ta 3 guld (1981, 1983 & 1987), 1 silver (1985) och 1 brons (1989). 2020 blev han också invald i Svenska Bandy Hall of Fame.